# Shealah Craigheadová
Shealah Craigheadová (nepřechýleně Craighead; * 25. září 1976, Connecticut) je americká vládní fotografka, která v období 2017–2021 pracovala jako hlavní oficiální fotografka Bílého domu prezidenta Donalda Trumpa. Předtím Craigheadová sloužila jako dvorní fotografka bývalé první dámy Laury Bushové v administrativě George W. Bushe.

## Mládí
Craigheadová se narodila 25. září 1976 v Connecticutu, kde její rodiče vlastnili fotografickou laboratoř. Když vyrůstala, „vždy toužila dělat něco, k čemu by patřilo cestování po světě a život v hotelech. A fotografování.” Chtěla pracovat ve Washingtonu, kam se skutečně nakonec přestěhovala.

## Kariéra

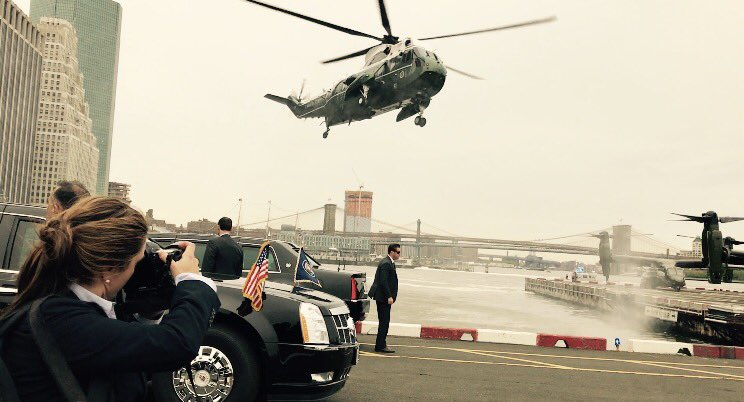
Craigheadová fotografuje helikoptéru Marine One, 2017

Studovala vysokou školu, fotografovala na volné noze pro Boston Globe, Associated Press nebo Getty Images. V roce 2005 pracovala pod vedením Davida Bohrera, který byl oficiálním fotografem viceprezidenta Dicka Cheneyho. Fotografovala svatby, sportovní snímky, události, novinky, portréty a zpravodajské snímky. Při fotografování občas používá stoličku, protože měří 157 cm.
Když se jiná fotografka rozhodla nevrátit se z mateřské dovolené do Bílého domu, Craigheadová požádala o práci a stala se oficiální fotografkou první dámy Laury Bushové v administrativě George W. Bushe.
V roce 2008 byla také svatební fotografkou Jenny Bushové Hagerové, dcery George W. Bushe.
V roce 2008 byla fotografkou kampaně Sary Palinové, potom pracovala pro senátorku Texasu Kay Bailey Hutchisonovou a později pro senátora Floridy Marca Rubia během jeho kariéry v Senátu a prezidentské kampaně.
V roce 2017 byla Craigheadová jmenována oficiální fotografkou Bílého domu během působení Donalda Trumpa. Trumpova administrativa zaměstnávala celkem čtyři fotografy s různými specializacemi, včetně módy, armády a administrativy.
Stovky jejích snímků spadají do kategorie public domain a jsou k dispozici na úložišti obrázků Wikimedia Commons.

## Galerie

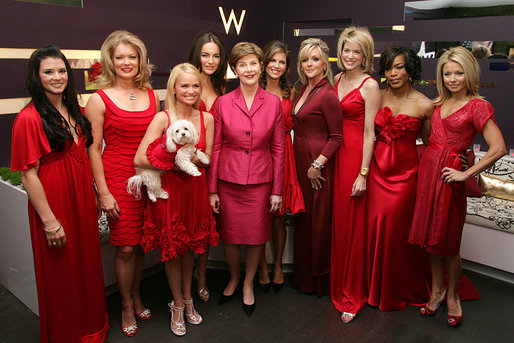
Laura Bushová se připojuje k celebritám, které se účastní kolekce Red Dress Collection Celebrity Fashion Show, během Fashion Week v New Yorku ke zvýšení povědomí o srdečních onemocněních a významu zdraví srdce pro ženy. Zleva: automobilová závodnice Danica Patrick, moderátorka Mary Hart, herečka a zpěvačka Kristin Chenoweth, herečka Camilla Belle, moderátorka Natalie Morales, herečka Jane Krakowski, zpravodajka Paula Zahn, herečka Angela Bassett a moderátorka Kelly Ripa, 2. února 2007.
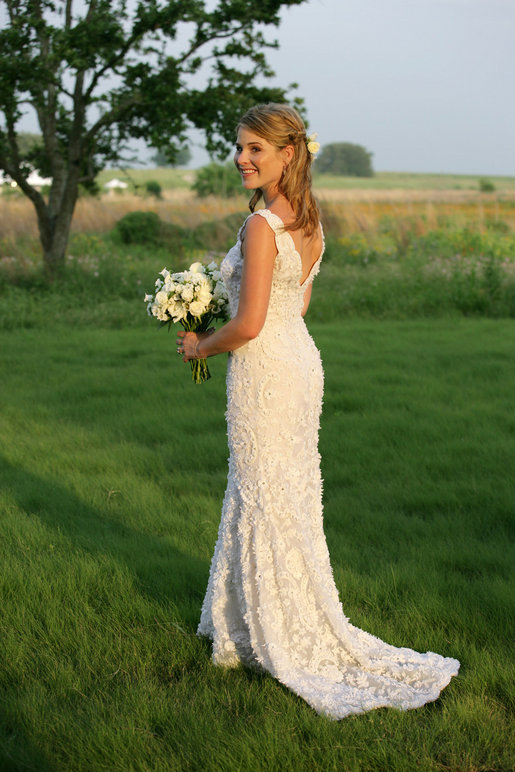
Jenna Bushová pózuje fotografovi před svou svatbou s Henrym Hagerem na Prairie Chapel Ranch poblíž Crawfordu v Texasu, 10. května 2008.
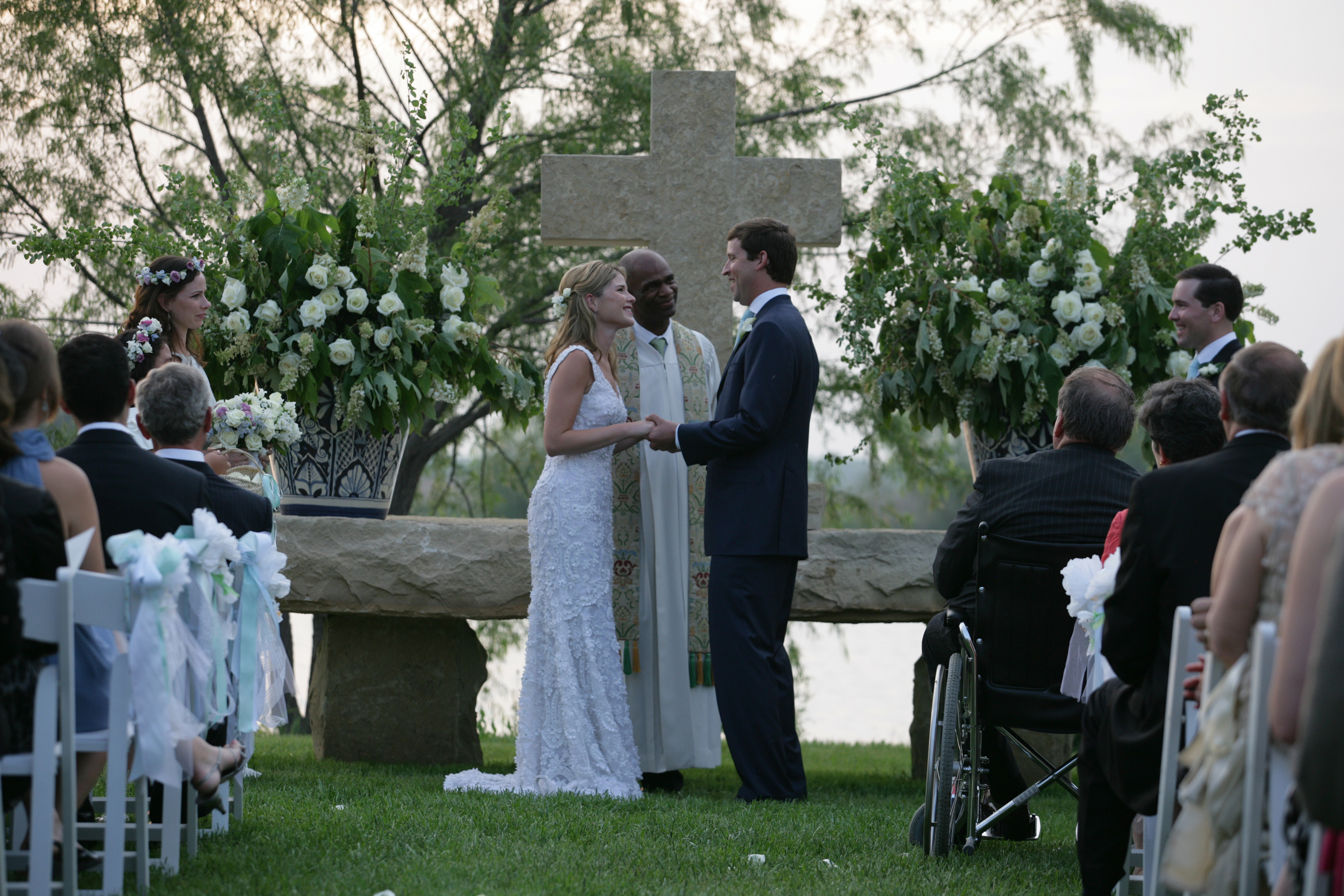
Svatba Henryho Hagera a Jenna Bushové
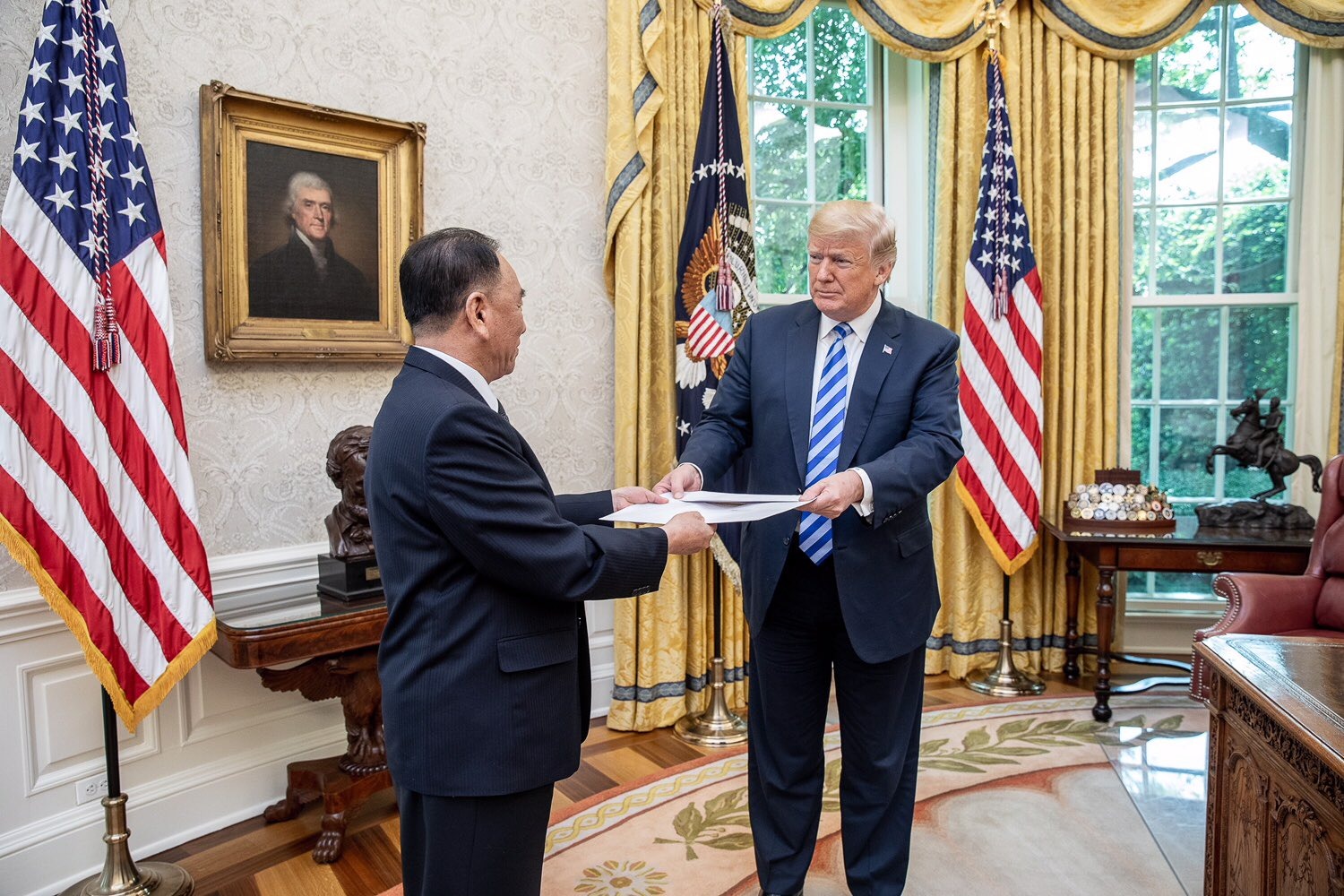
Dopis od severokorejského vůdce Kim Čong-una, 1. června 2018.
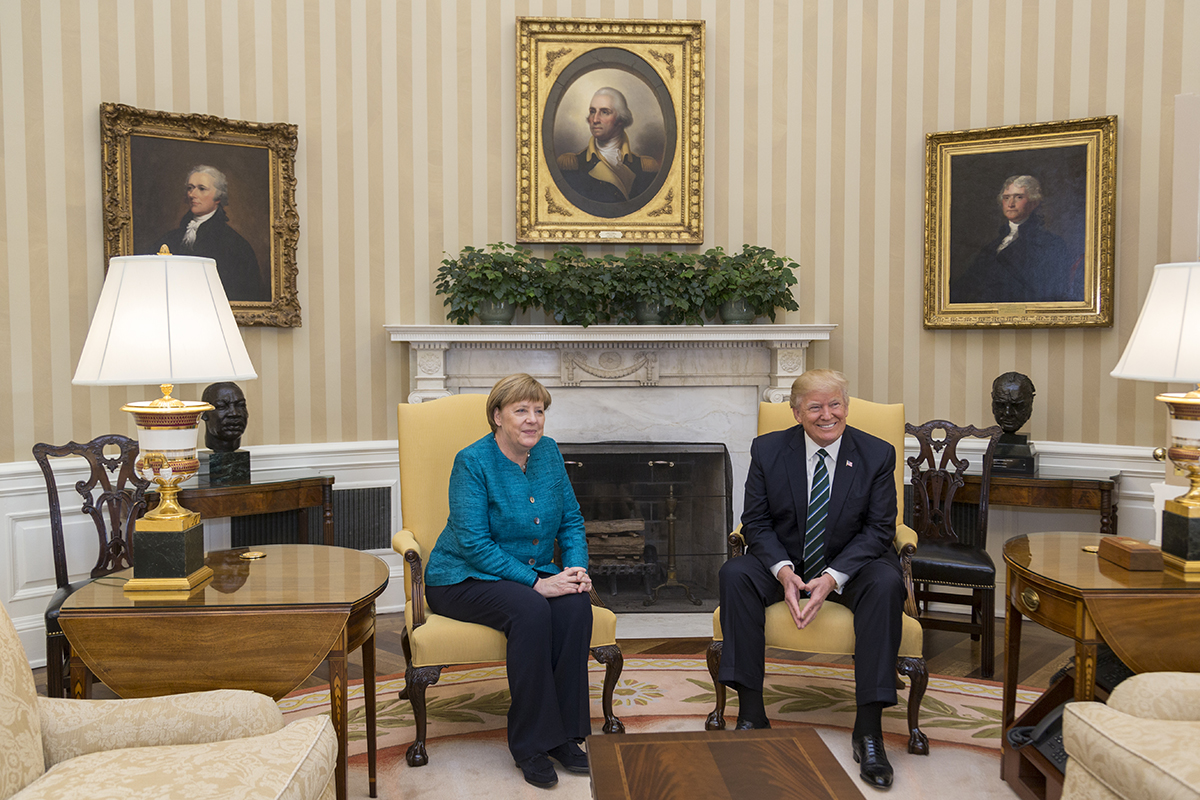
Prezident Donald Trump při setkání s německou kancléřkou Angelou Merkelovou v Oválné pracovně, 17. března 2017.
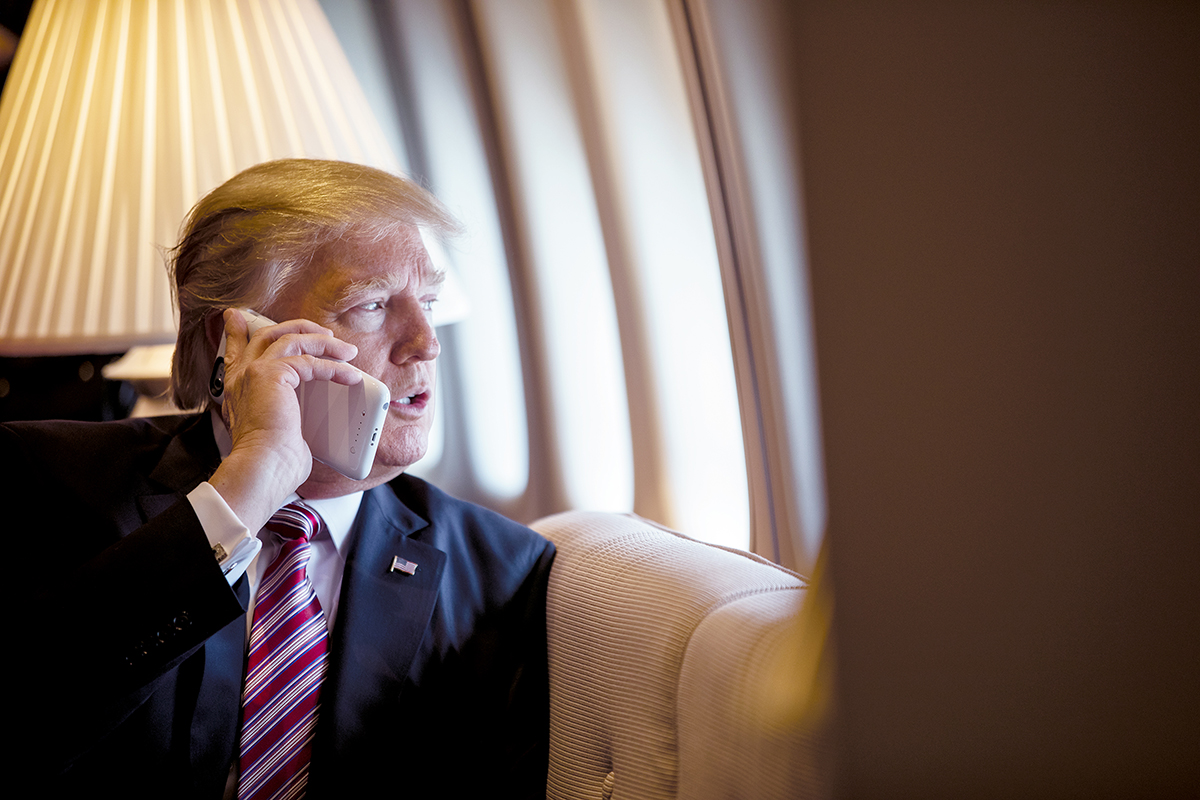
Prezident Donald Trump telefonuje na palubě Air Force One během letu do Philadelphie v Pensylvánii, aby oslovil společné shromáždění republikánů. Jednalo se o první cestu prezidenta na palubě Air Force One, 26. ledna 2017.
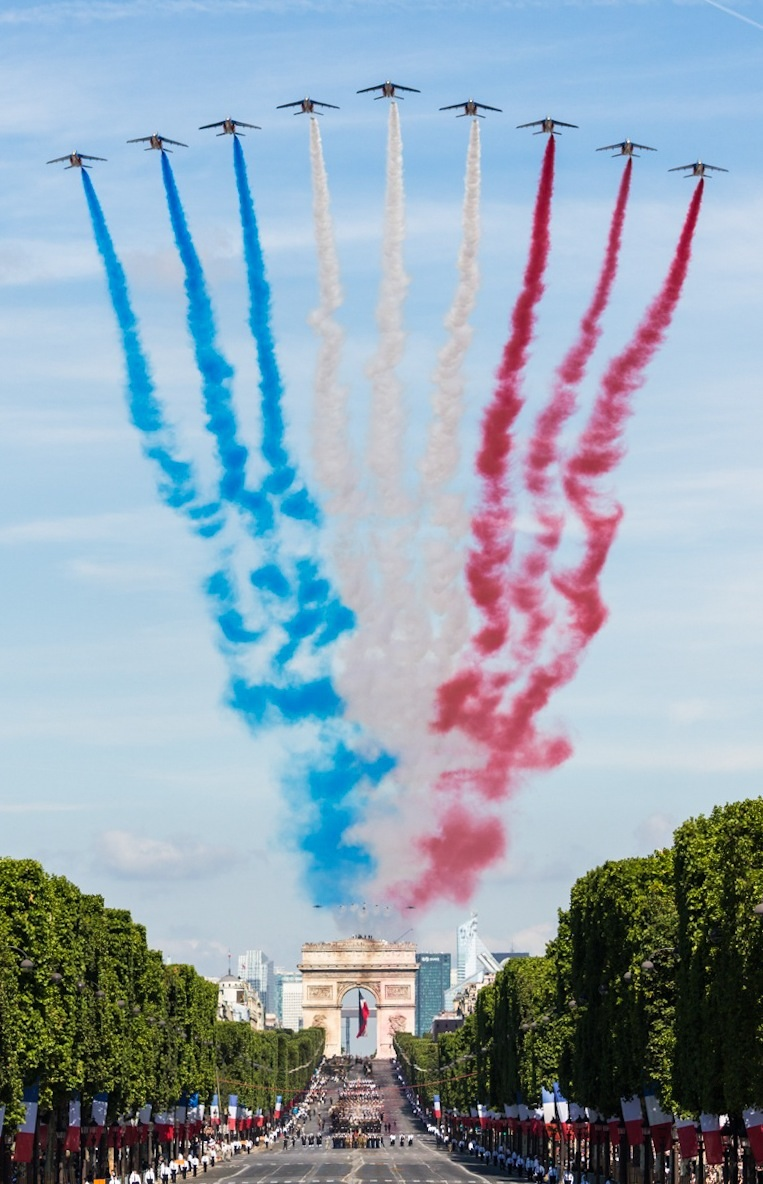
Photo of the Day, 7-17-17
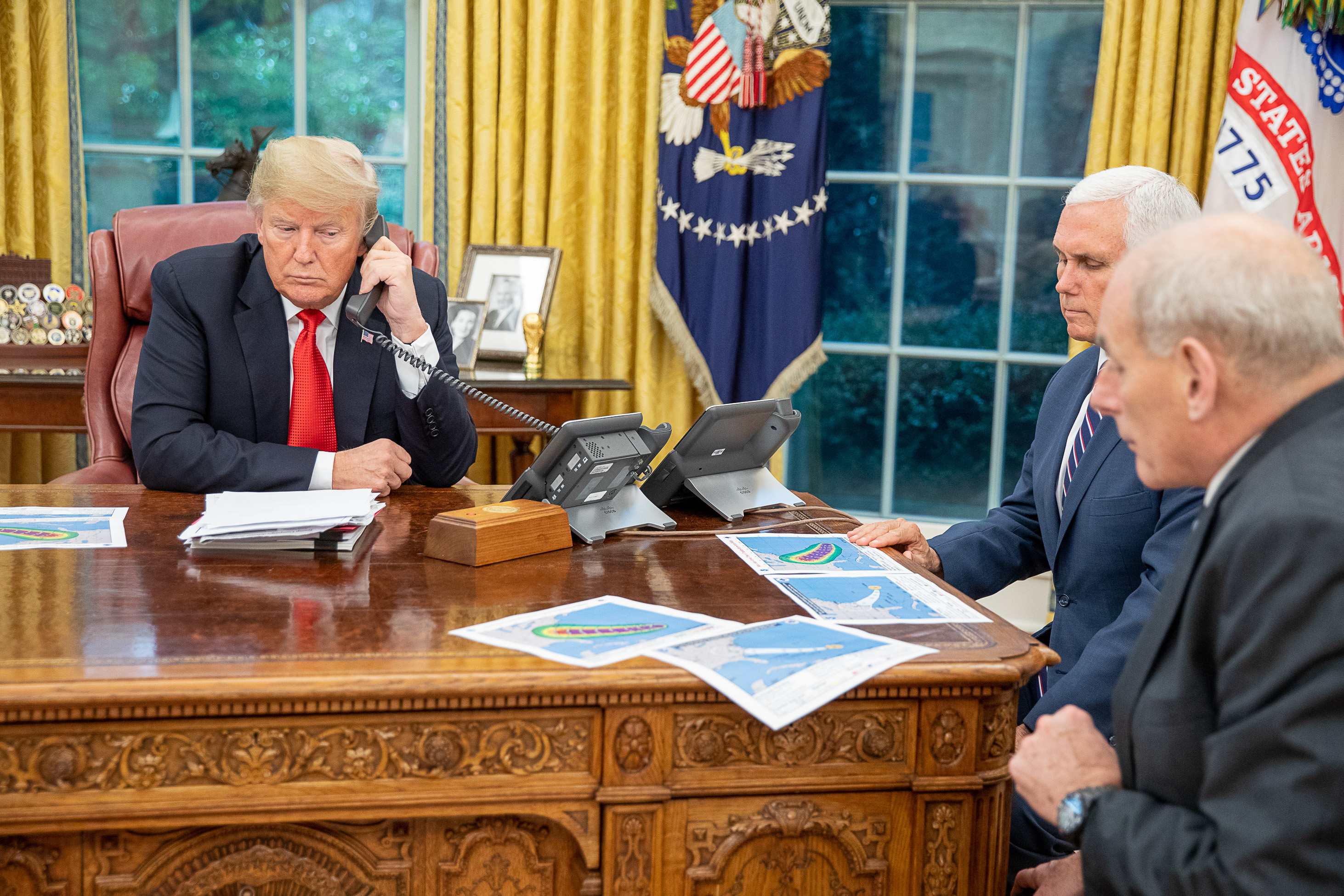
Photo of the Day, September-10-2018
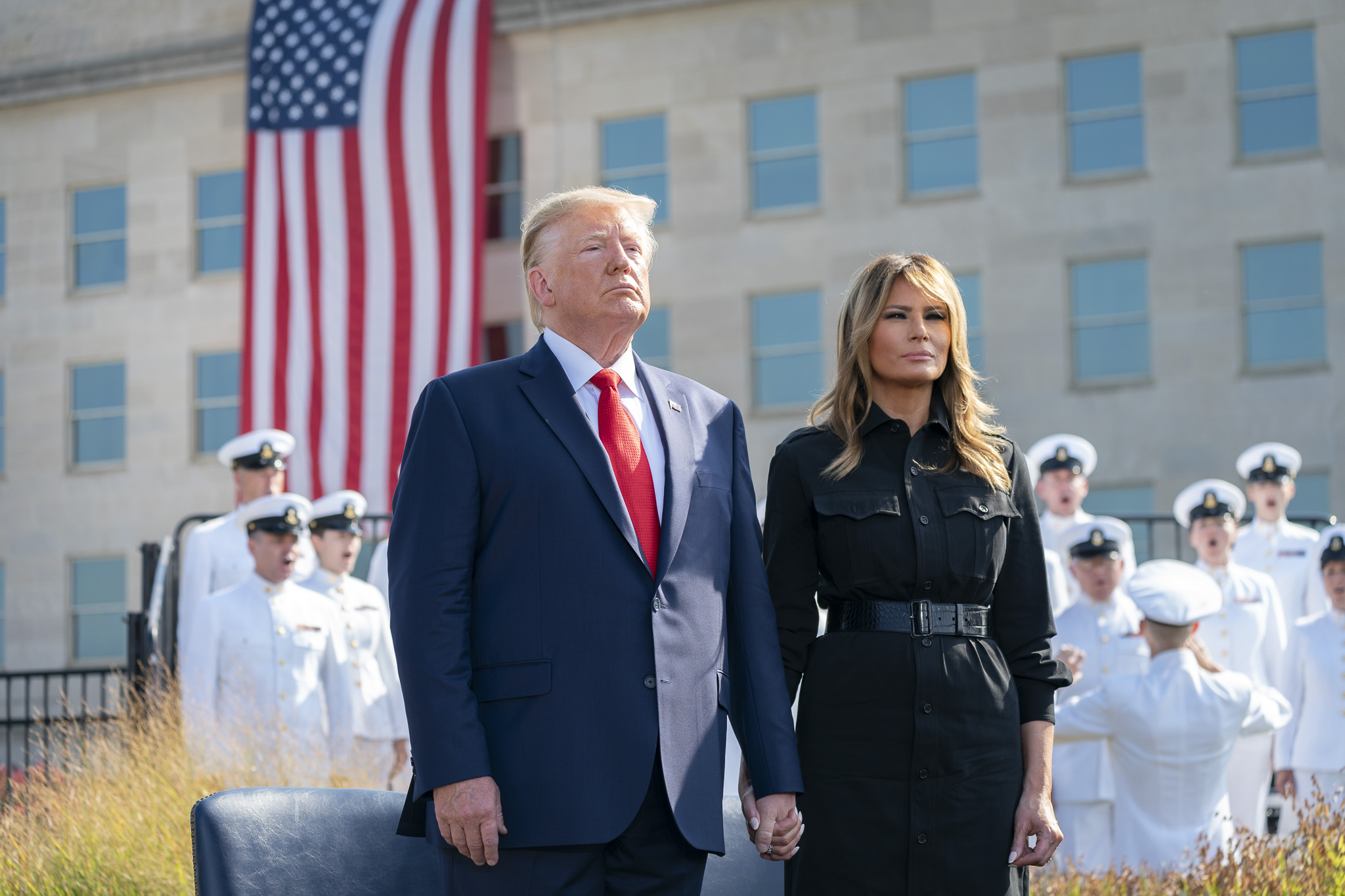
Donald Trump a První dáma Melania Trumpová během ceremonie k 11. září v Pentagonu
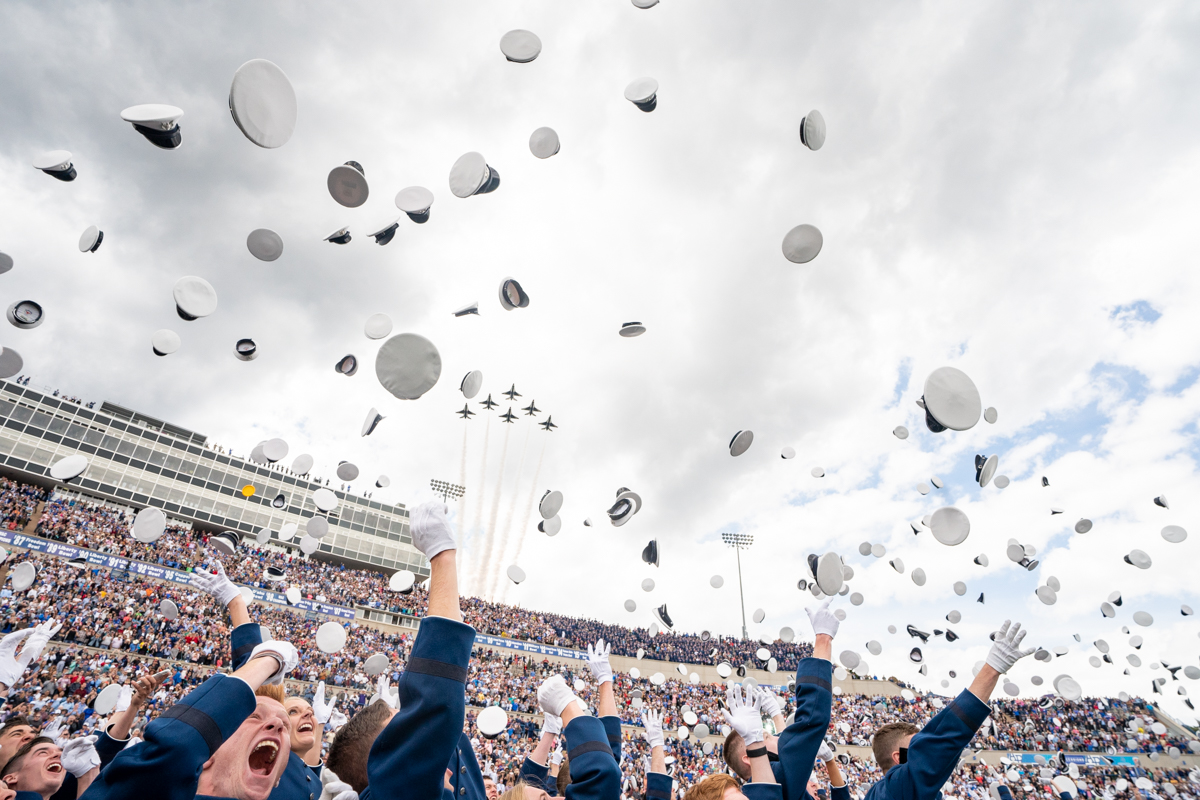
The United States Air Force Academy Graduation Ceremony
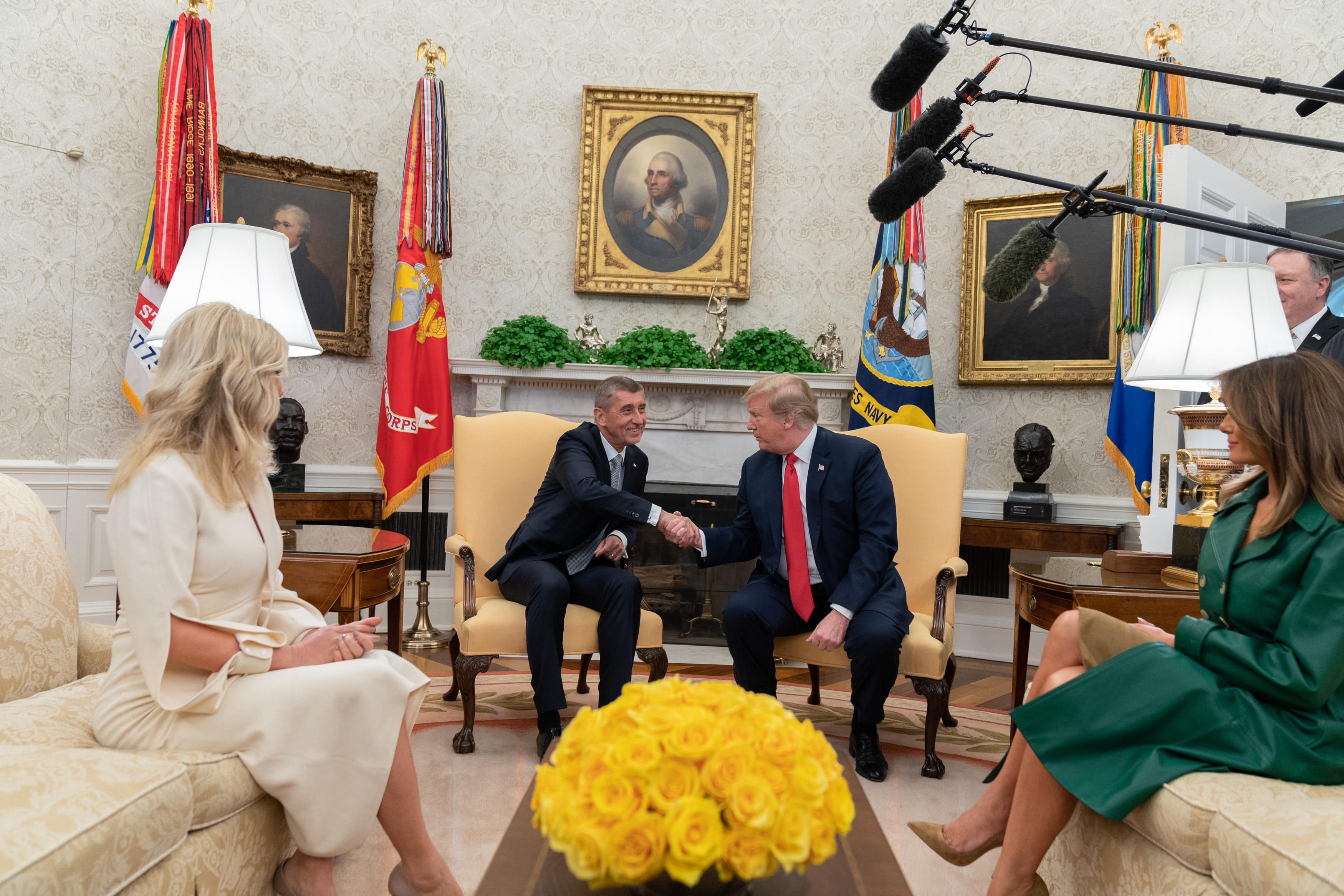
Prime Minister of the Czech Republic and Mrs. Monika Babišová Visit the White House
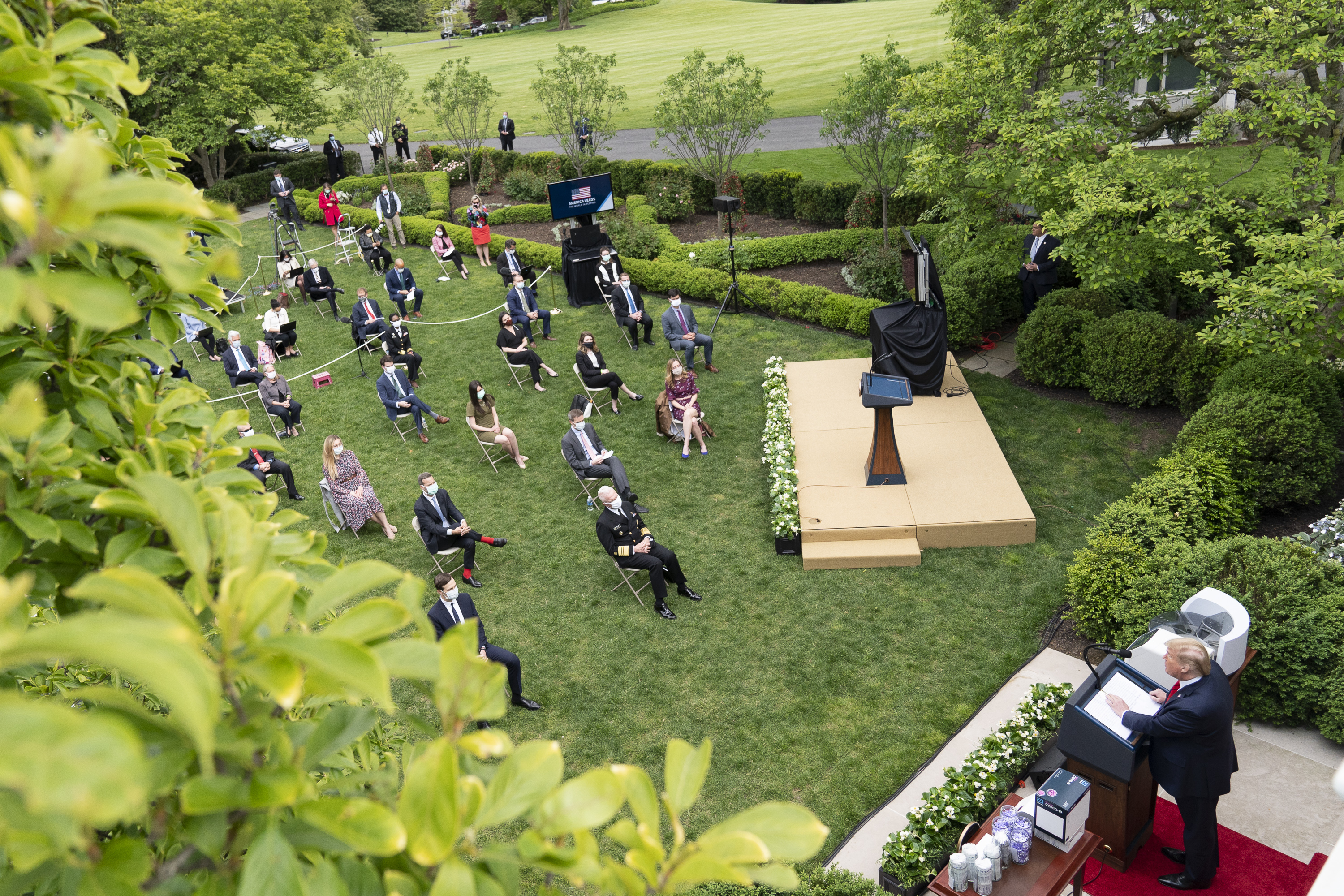
White House Coronavirus Update Briefing
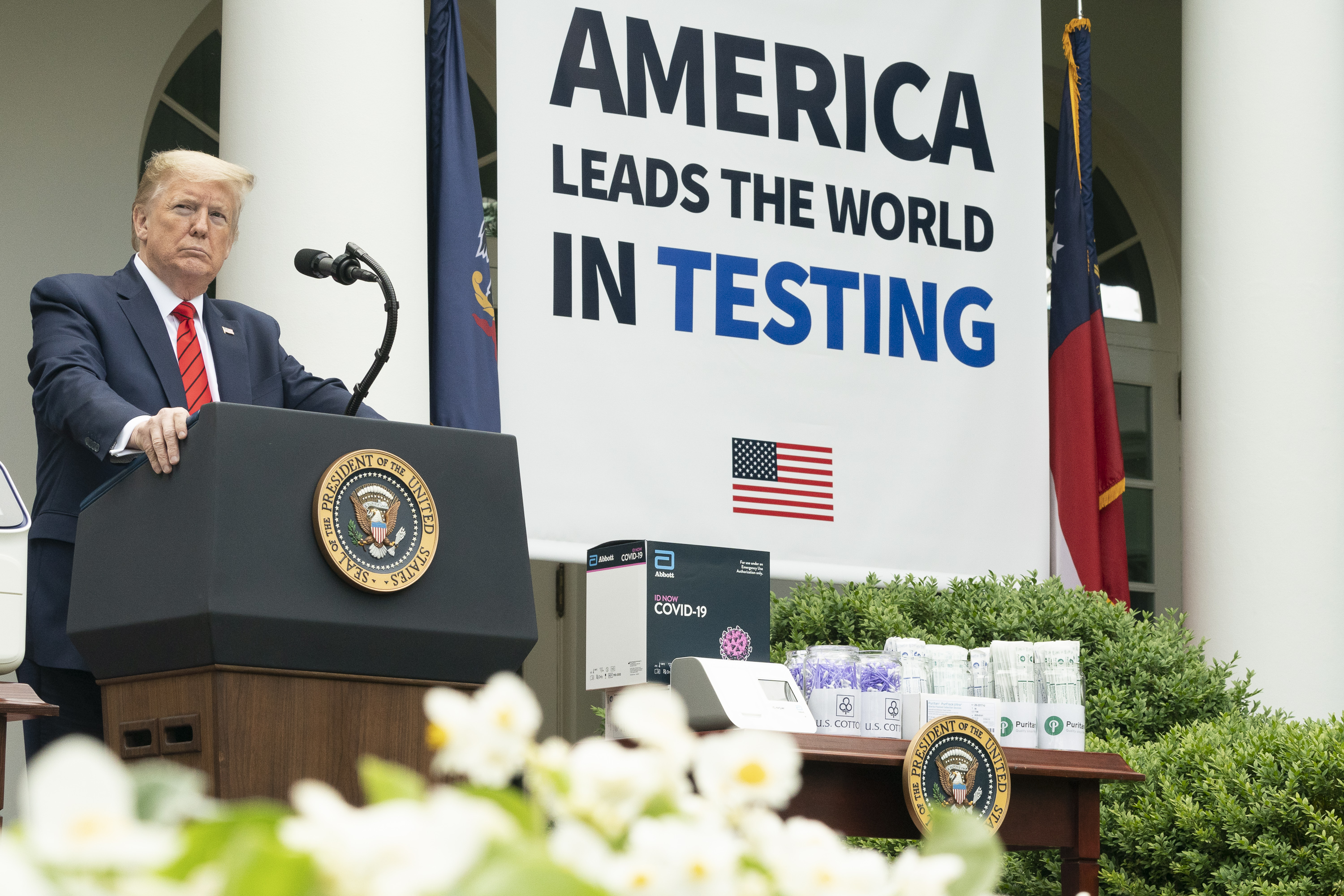
White House Coronavirus Update Briefing
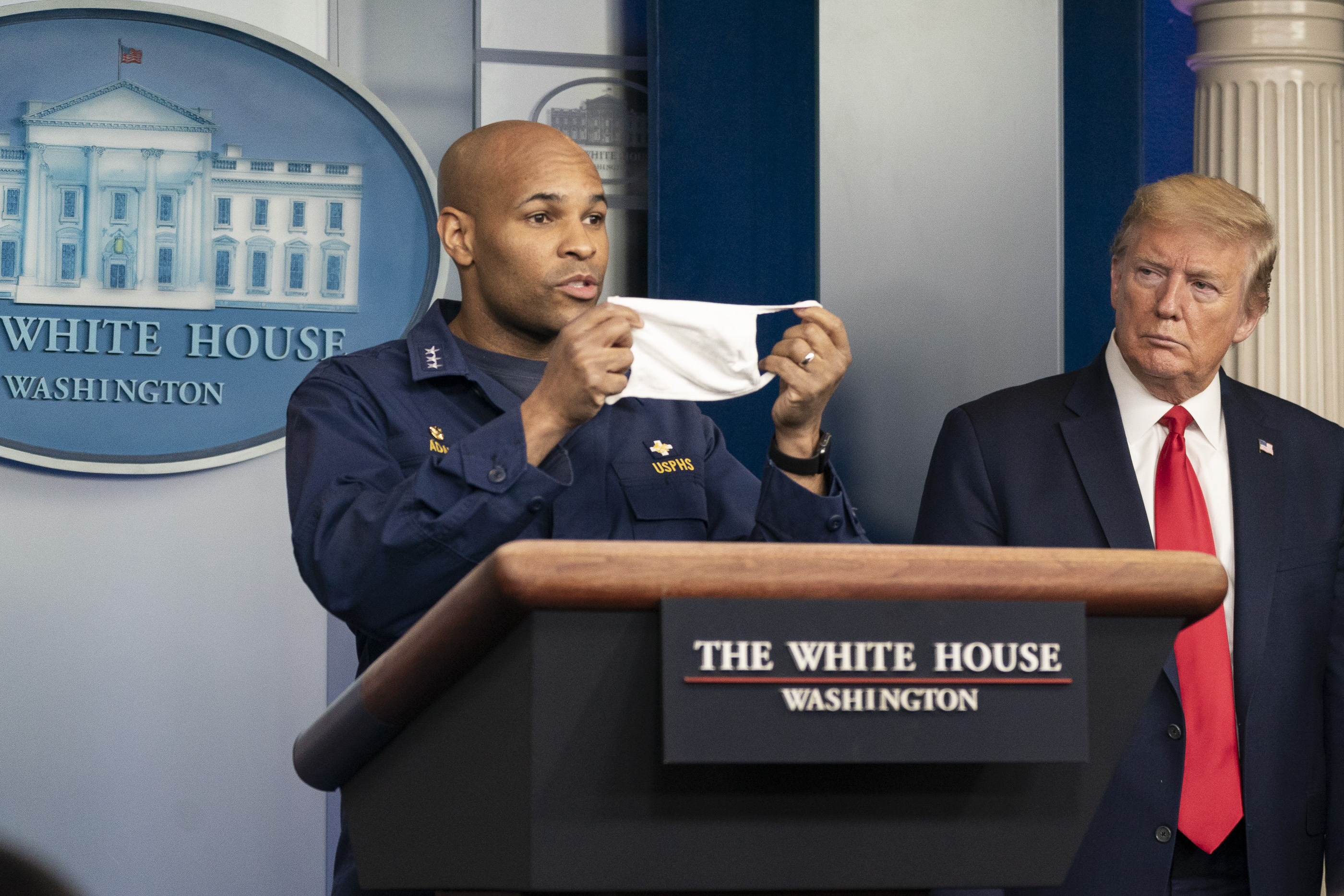
White House Coronavirus Update Briefing